# 364 Isara
Isara è un asteroide della fascia principale del diametro medio di circa 27,99 km. Scoperto nel 1893, presenta un'orbita caratterizzata da un semiasse maggiore pari a 2,2202626 UA e da un'eccentricità di 0,1493176, inclinata di 6,00573° rispetto all'eclittica.
Stanti i suoi parametri orbitali, è considerato un membro della famiglia Flora di asteroidi.
Il suo nome è dedicato al fiume Isère, in latino Isara.